# Barbara Petrillo
Barbara Petrillo (Napoli, 29 agosto 1981) è una ballerina, attrice e showgirl italiana.

## Biografia
Appassionata di danza, dopo la gavetta al fianco di un quasi esordiente Biagio Izzo nel programma televisivo Pirati Show, trasmesso da un'emittente televisiva campana, ha debuttato sulle reti televisive nazionali nel 2002 arrivando in finale a Veline. Nell'edizione del 2002 è stata una delle quattro ballerine del varietà Paperissima, condotto in quell'edizione da Marco Columbro e Natalia Estrada, in onda su Canale 5. L'anno successivo è entrata a far parte del cast del varietà Ciao Darwin, programma ideato da Paolo Bonolis e condotto insieme all'inseparabile Luca Laurenti. Dalla stagione 2003/2004 è entrata a far parte del cast del noto programma della Gialappa's Band Mai dire domenica, successivamente rinominato Mai dire lunedì e Mai dire martedì, rimanendovi fino al 2007.
Nel 2007 ha debuttato come attrice nella serie televisiva di Canale 5 Carabinieri e, sempre in quel periodo, ha debuttato in teatro con lo spettacolo Ma non è per cattiveria. L'anno successivo ha abbandonato le reti Mediaset per passare alla RAI interpretando un ruolo nella sitcom 7 vite, in onda su Rai 2.
Nella stagione 2009/2010 è stata inviata di Simona Ventura allo stadio San Paolo di Napoli per la trasmissione Quelli che... il calcio. Sempre nel 2009 ha condotto, insieme a Peppe Quintale, il programma sportivo Sport Show trasmesso da Telecapri, in onda anche sulle frequenze di Radio Club 91.
Dal 2016 è giornalista pubblicista, iscritta all'Ordine dei Giornalisti della Campania.
Nel 2024 partecipa come concorrente all'undicesima edizione di Pechino Express in coppia con Maddalena Corvaglia.

### Vita privata
È legata sentimentalmente all'ex calciatore Fabiano Santacroce, con il quale è convolata a nozze nel giugno 2013 ed ha avuto due figlie, Margherita Beatriz e Ludovica.

## Programmi televisivi
- Pirati (Canale 9, 2001-2002)
- Pirati Show (Canale 9, 2001-2002)
- Veline (Canale 5, 2002) – Concorrente
- Paperissima, (Canale 5,  2002-2003)
- Ciao Darwin, (Canale 5,  2003)
- Mai dire domenica, (Italia 1,  2003-2004)
- Le Iene Show, (Italia 1, 2004)
- Mai dire Iene, (Italia 1,  2004-2005)
- Mai dire lunedì, (Italia 1,  2005)
- Mai dire Grande Fratello & Figli, (Canale 5,  2006)
- Mai dire martedì, (Italia 1,  2007)
- Sport Show (Telecapri, dal 2009)
- Quelli che...il calcio, Rai 2 (2009-2010)
- Studio mattina (Canale 9, dal 2021)
- GialappaShow (TV8, 2023)
- Pechino Express (Sky Uno, 2024)  - Concorrente

## Fiction
- Carabinieri, Canale 5 (2007)
- 7 vite, Rai 2 (2008)
- 7 vite, Rai 2 (2009)

## Radio
- Sport Show, Radio Club 91 (2010-2011)

## Teatro
- Ma non è per cattiveria (2007)